# Одноробівка (станція)
Одноробівка — проміжна залізнична станція Харківської дирекції Південної залізниці на одноколійній неелектрифікованій лінії Шпаківка — Готня між станціями Золочів та Хотмижськ (Південно-Східна залізниця). Розташована в селищі Одноробівка Золочівського району Харківської області.

## Історія
Станція відкрита у 1911 році, одночасно з введенням в експлуатацію лінії Льгов — Харків Північно-Донецької залізниці. Було налагоджене курсування двох пар поїздів пасажирського сполучення Льгов — Родакове. Одночасно на станції Одноробівка зупинялися пасажирські поїзди Бєлгород-Сумської залізниці. 
У 1914—1917 роках в передсвяткові та святкові дні через Одноробівку від станції Готня призначався додатковий пасажирський поїзд до Харкова. З першої половини 1930-х років від станції Готня почали курсували приміські поїзди до Харкова.

## Пасажирське сполучення
Станом на лютий 2024 року приміське сполучення припинено на невизначений термін. На станції Одноробівка зупинялися лише приміські поїзди, що прямували з Харкова та Золочева і була кінцевою.